# 关阔山
关阔山（1949年—），北京市人，汉族，中华人民共和国政治人物，第十一届全国人民代表大会北京地区代表。
毕业于北京市崇文区职工中专学校。中国共产党党员。2008年，当选为全国人大代表。